# 李琮 (北宋)
李琮，字献甫，北宋江宁府（今江苏省南京市）人。
宋仁宗慶曆年间李琮中进士。调任宁国军推官。州仓积谷腐败，转运使移州散发于百姓，至秋天偿还新谷，李琮认为谷米已经不能吃了，强给百姓，不可行，于是中止。吕公著作为开封府尹，推荐他为知阳武县，当时役法初行，李琮处划尽理，旁近百姓相率击登闻鼓，愿视以为则。宋神宗召对，擢升为利州路、江东转运判官。行部至宣城，调查出假称逃绝的民田九千户，宋神宗元丰二年（1079年）以户部判官出使江、浙，得缗钱百余万。进度支判官，不久为转运副使，改为梓州路转运副使。巴蜀科税本来就重，李琮再强使百姓输税。宋哲宗元祐元年（1086年）改知吉州。历知相州、洪州、潞州。绍圣年间，入朝为太府卿，转户部侍郎，绍圣四年（1097年）以宝文阁待制知杭州，元符元年（1098年）知永兴军。历知河南府、瀛州。他长于吏治，所至主张严刑拷打，为时论鄙视。七十五岁去世。其子李回，绍兴初年参知政事。